# Yui Inokoshi
Yui Inokoshi (japanisch 猪越 優惟 Inokoshi Yui; * 26. Mai 2001 in Sendai, Präfektur Miyagi) ist ein japanischer Fußballspieler.

## Karriere
Yui Inokoshi erlernte das Fußballspielen in der Jugendmannschaft des FC Miyagi Barcelona, in der Schulmannschaft der Teikyo Nagaoka High School sowie in der Universitätsmannschaft der Chūō-Universität. Seinen ersten Vertrag unterschrieb er am 1. Februar 2024 bei Shimizu S-Pulse. Der Verein aus Shimizu spielte in der zweiten Liga, der J2 League. Sein Zweitligadebüt gab Yui Inokoshi am 10. November 2024 (38. Spieltag) im Heimspiel gegen Roasso Kumamoto. Bei dem 1:0-Erfolg stand er in der Startelf und spielte die kompletten 90 Minuten. Am Ende der Saison feierte er die Meisterschaft und stieg in die erste Liga auf.

## Erfolge
Shimizu S-Pulse
- Japanischer Zweitligameister: 2024